# Kostumbryzm

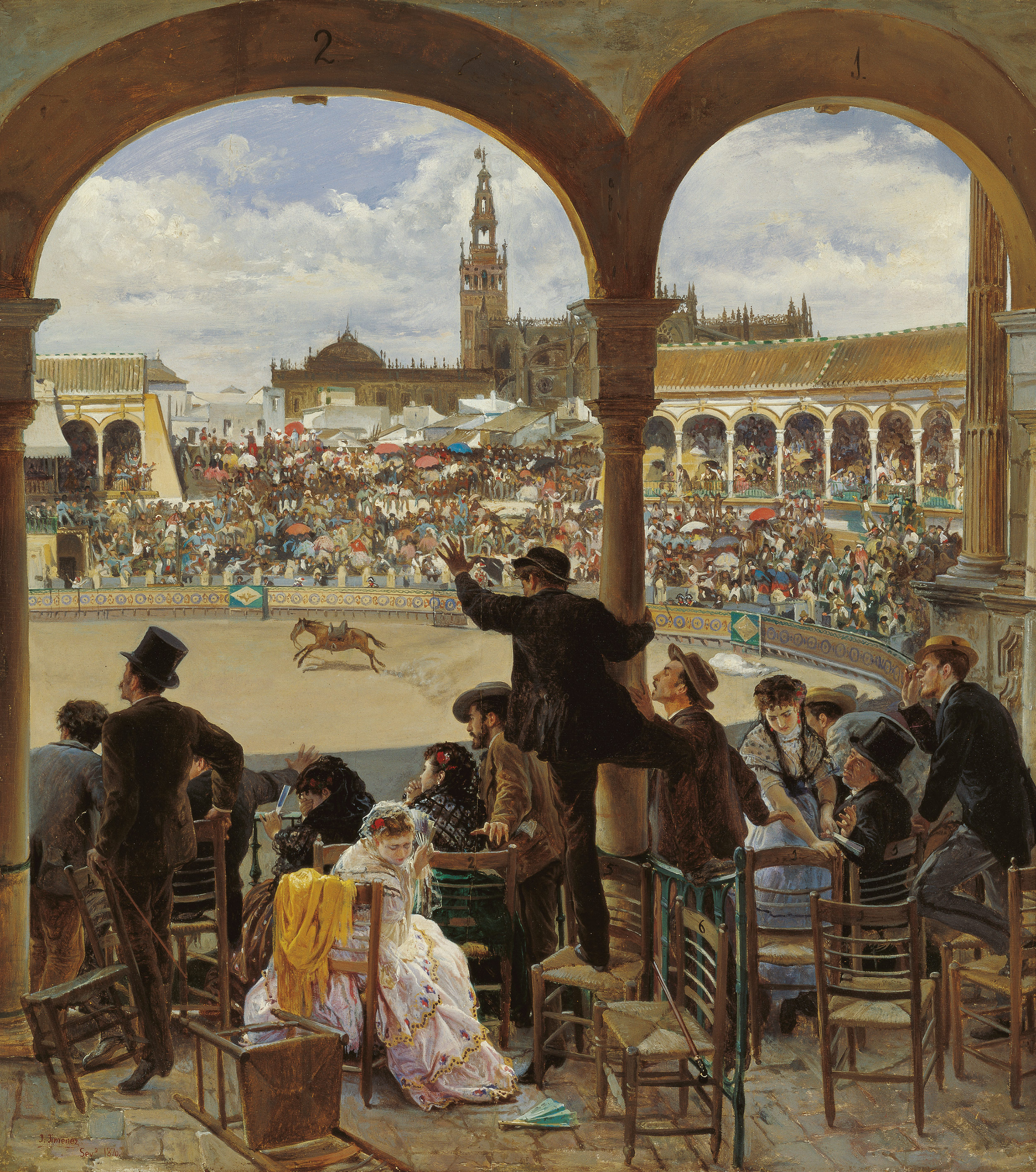
José Jiménez Aranda (1837–1903): La plaza de toros (1870), przykład malarstwa kostumbrystycznego.

Kostumbryzm (hiszp. costumbrismo, od costumbre – obyczaj) – kierunek w literaturze i sztuce hiszpańskiej i hispanoamerykańskiej. Zapoczątkowany w Hiszpanii w XVII w., rozwinął się w okresie romantyzmu. Kostumbryzm dąży do wiernego zobrazowania życia i obyczajów epoki, przedstawia lokalne regiony, ich codzienność i folklor.
Przedstawicielami kostumbryzmu w literaturze są m.in.: 
- Ramón de Mesonero Romanos
- Sebastián Miñano y Bedoya
- Mariano José de Larra
- Serafín Estébanez Calderón

Przedstawicielami kostumbryzmu w sztuce są m.in.: 
- José Jiménez Aranda (1837–1903)
- Ignacio Zuloaga (1870–1945)
- Mariano Fortuny (1838–1874)
- Joaquín Domínguez Bécquer (1811–1871)
- Andrés Cortés y Aguilar (1810–1879)